# Питома потужність
Пито́ма поту́жність — відношення потужності двигуна до його маси або іншого параметра. Потужність поршневого двигуна, віднесена до літражу двигуна, називається літровою потужністю; віднесена до сумарної площі його поршнів — поршневою потужністю і так далі. Зростання питомої потужності досягається застосуванням легких сплавів, вдосконаленням конструкцій та форсуванням (збільшенням швидкохідності та ступеня стискування, використанням наддуву тощо).

## Питома потужність автомобіля
Стосовно до автомобілів питомою потужністю називають максимальну потужність мотора, віднесену до всієї маси автомобіля. Потужність поршневого двигуна, поділена на літраж двигуна, називається літровою потужністю. Наприклад, літрова потужність бензинових моторів становить 30-45 кВт/л, а у дизелів без турбобудування — 10-15 кВт/л.
Збільшення питомої потужності мотора приводить, зрештою, до скорочення витрат палива, оскільки не потрібно транспортувати важкий мотор. Цього домагаються за рахунок легких сплавів, вдосконалення конструкції та форсування (збільшення швидкохідності та ступеня стиску, застосування турбобудування і т. д.). Але ця залежність дотримується не завжди. Зокрема, важчі дизельні двигуни можуть бути більш економічні, оскільки ККД сучасного дизеля з турбонадувом доходить до 50 %.
У літературі, використовуючи цей термін, часто призводять зворотну величину кг/к.с. або кг/квт.

## Питома потужність танків
Потужність, надійність та інші параметри танкових двигунів постійно зростали та поліпшувалися. Якщо на ранніх моделях задовольнялися фактично автомобільними моторами, то зі зростанням маси танків в 1920-х — 1940-х роках набули поширення адаптовані авіаційні мотори, а пізніше і спеціально сконструйовані танкові дизельні (багатопаливні) двигуни. Для забезпечення прийнятних ходових якостей танка його питома потужність (стосунок потужності двигуна до бойової маси танка) повинна бути не менше 18 — 20 к.с./т.
| Країна-виробник | Модель танка | Бойова маса, т | Потужність двигуна, к.с. | Питома потужність, к.с./т | Тип двигуна          |
| --------------- | ------------ | -------------- | ------------------------ | ------------------------- | -------------------- |
| Франція         | Леклерк      | 54,6           | 1500                     | 27, 4                     | дизельний двигун     |
| Росія           | Т-80У-М1     | 46,0           | 1250                     | 27, 2                     | газотурбінний двигун |
| Україна         | Т-84         | 46,0           | 1200                     | 26,08                     | дизельний двигун     |
| США             | М1А2 Абрамс  | 62,5           | 1500                     | 24, 0                     | газотурбінний двигун |
| Німеччина       | Леопард-2А5  | 62,5           | 1500                     | 24, 0                     | дизельний двигун     |
| Росія           | Т-90С        | 46,5           | 1000                     | 21, 5                     | дизельний двигун     |
| Ізраїль         | Меркава Mk.3 | 60,0           | 1200                     | 20, 0                     | дизельний двигун     |
| Велика Британія | Челленджер 2 | 62,5           | 1200                     | 19, 2                     | дизельний двигун     |